# Rabel
Rabel település Németországban, Schleswig-Holstein tartományban. Lakosainak száma 626 fő (2023. december 31.). Rabel Kappeln, Maasholm és Hasselberg községekkel határos.

## Népesség
A település népességének változása:
| Lakosok száma | 503  | 656  | 654  | 624  | 628  | 631  | 631  | 626  |
|               | 1975 | 2013 | 2014 | 2017 | 2019 | 2021 | 2022 | 2023 |